# The Chick Corea Songbook
The Chick Corea Songbook è un album del gruppo vocale statunitense The Manhattan Transfer pubblicato nel 2009 dalla Four Quarters Entertainment che raggiunse la decima posizione nella classifica Jazz Albums statunitense.

## Il disco
Come intuibile dal titolo, l'album è un omaggio in chiave vocalese al pianista jazz Chick Corea che, per l'occasione, compose e suonò la nuova Free Samba che apre e chiude il disco.
L'album racchiude brani che percorrono gran parte della carriera di Corea, ma in particolare del suo periodo con i Return to Forever. Spain, ad esempio, è una canzone tratta dall'album del gruppo capitanato da Corea con Stanley Clarke Light as a Feather del 1972, poi reintitolata I Can Recall nella versione di Al Jarreau del 1980 per il suo This Time. Jarreau aggiunse al testo originale di Artie Maren una parte prettamente vocalese, mentre il preludio fu aggiunto da Corea nelle sue versioni dal vivo anche acustiche. Sempre da Light as a Feather proviene 500 Miles High, mentre Another Roadside Attraction è una versione di Space Circus, contenuta nel successivo Hymn of the Seventh Galaxy.
Nel disco sono presenti inoltre due Children's Song tra le tante che Corea compose dopo la prima contenuta proprio in Light as a Feather dei Return to Forever, qui reintitolata La Chanson Du Bébé con un nuovo testo di Janis Siegel e di Cheryl Bentyne. Children's Song #15 faceva invece parte dell'album Friends del 1978. Dallo stesso disco solista di Corea proviene The One Step, qui interpretata con un nuovo testo di Tima Hauser e di Van Dyke Parks e con la partecipazione di Don Shelton del gruppo vocale The Hi-Lo's che "fischietta" il tema.
Time's Lie fu composta  nel 1972 da Corea per l'album Captain Marvel di Stan Getz nel quale il sassofonista era accompagnato, di fatto, dalla formazione completa dei Return to Forever. Nella versione dei Manhattan Transfer il pianoforte è suonato da Fred Hersch che ha realizzato alcuni dischi in compagnia di Janis Siegel. Hersh è l'autore dell'arrangiamento e inoltre canta nel brano. Pixiland Rag fu incisa da Corea nel suo The Leprechaun e Armando's Rhumba in My Spanish Heart entrambi del 1976.
Chick Corea è apparso durante l'esibizione dei Manhattan Transfer a Umbria Jazz nel luglio del 2010 interpretando con il quartetto vocale il brano Free Samba.

## Tracce
1. Free Samba - (Chick Corea) - 5:14
2. Spain (I Can Recall) Prelude - (Joaquín Rodrigo, Al Jarreau, Chick Corea, Artie Maren) - 3:10
3. Spain (I Can Recall) - (Joaquín Rodrigo, Al Jarreau, Chick Corea, Artie Maren) - 6:37
4. One Step Closer (The One Step) - (Van Dyke Parks, Chick Corea, Tim Hauser) - 5:16
5. Children's Song #15 - (Chick Corea) - 1:16
6. 500 Miles High - (Chick Corea, Neville Potter) - 6:52
7. Another Roadside Attraction (Space Circus) - (Van Dyke Parks, Chick Corea, Tim Hauser, Basie Hauser) - 4:21
8. Time's Lie - (Chick Corea, Neville Potter) - 3:55
9. La Chanson Du Bébé (Children's Song #1) - (Janis Siegel, Cheryl Bentyne, Chick Corea) - 2:32
10. Ragtime in Pixiland (Pixiland Rag) - (Chick Corea) - 1:46
11. The Story of Anna & Armando (Armando's Rhumba) - (Janis Siegel, Chick Corea) - 6:15
12. Free Samba (Extended Version) - (Joaquín Rodrigo, Al Jarreau, Chick Corea, Artie Maren) - 8:16

## Formazione
- The Manhattan Transfer - voce
  - Cheryl Bentyne
  - Tim Hauser
  - Alan Paul - arrangiamento vocale (#7, #10), programmazione sintetizzatore (#10), produzione (#10)
  - Janis Siegel - arrangiamento vocale (#3, #11)
- Chick Corea - sintetizzatore (#1), arrangiamento vocale (#1)
- Scott Kinsey - tastiere (#1), arrangiamento (#1)
- Jimmy Earl - basso elettrico (#1)
- Gary Novak - batteria (#1)
- Airto Moreira - percussioni (#1)
- Steve Tavaglione - sassofono soprano (#1), EWI (#1)
- Michele Weir - arrangiamento vocale (#1, #6), arrangiamento (#6)
- Ramón Stagnaro - chitarra classica (#2)
- Corey Allen - arrangiamento (#2), produzione (#2)
- Yaron Gershovsky - tastiere (#3), Fender Rhodes (#3-4, #7), programmazione (#3), arrangiamento (#3-4), arrangiamento vocale (#3-4), pianoforte (#6), produzione voci (#4)
- Gary Wicks - basso elettrico (#3, #7), contrabbasso (#6)
- Steve Hass - batteria (#3-4, #6-7)
- Alex Acuña - percussioni (#3, #6)
- Christian McBride - contrabbasso (#4)
- Don Shelton - fischio (#4)
- Joe Passaro - marimba (#5)
- Lou Marini - flauto (#5-6), flauto alto (#5)
- Fred Hersch - arrangiamento (#5, #8), arrangiamento vocale (#5, #8-9), pianoforte (#8-9)
- Bais Haus - sintetizzatore, drum programming, arrangiamento (#7), produzione (#7)
- Scott Gilmore, Janet Vrudney, Jack Bryant - campanelli (#7)
- John Herbert - contrabbasso (#8)
- Billy Drummond - batteria (#8)
- Edsel Gomez - pianoforte (#11), arrangiamento (#11)
- John Benítez - basso elettrico (#11), voce (#11)
- Vince Cherico - batteria (#11)
- Robert Rodriguez , Mike Panella - tromba (#11)
- Conrad Herwig - trombone (#11)
- Ronnie Cuber - sassofono baritono (#11)
- Luis Quintero - congas, timbales, percussioni (#11)

## Edizioni
- 2009 – CD, Four Quarters Entertainment FQT-CD-1819